# Đại học Brandeis

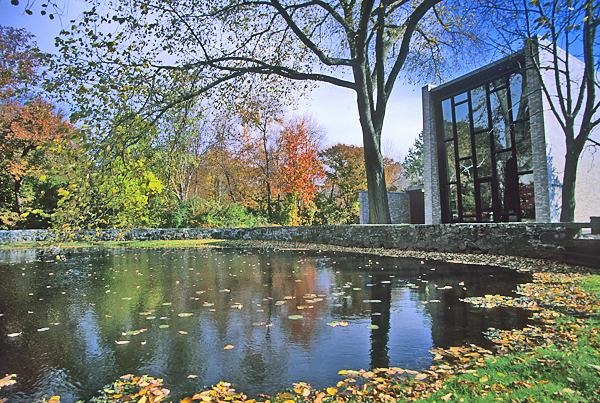
ChapelPond

Đại học Brandeis /ˈbrændaɪs/ là một viện đại học nghiên cứu tư thục tại Waltham, Massachusetts. Được thành lập năm 1948 với vai trò là một đại học phi tôn giáo và đồng giáo dục dưới sự tài trợ của cộng đồng người Do Thái tại Mỹ, trường Brandeis được thành lập ngay trên khuôn viên cũ của đại học Middlesex. Trường được đặt tên theo Louis D. Brandeis, vị thẩm phán người Do Thái đầu tiên của Toà án Tối cao Hoa Kỳ. 
Trong năm 2018, trường có tổng cộng 5,558 học sinh tại khuôn viên ngoại ô rộng 235 mẫu (95 héc-ta). Trường có tổng cộng 44 ngành học chính và 51 ngành phụ, với hơn 2/3 số lớp học có từ 20 học sinh trở xuống. Trường được xếp loại vào nhóm R1: Nhóm các trường đại học có chương trình đào tiến sĩ và có các hoạt đông nghiên cứu cấp cao nhất, là một thành viên của Hiệp hội Viện Đại học Mỹ, và Boston Consortium, cho phép học sinh của trường được đăng ký theo học các lớp tại một số đại học khác trong vùng đô thị Boston như Boston College, Đại học Boston và Đại học Tufts.
Trường có một chương trình học chú trọng giáo dục khai phóng, và thu hút nhiều học sinh với xuất thân địa lý lẫn tầng lớp xã hội đa dạng, với 70% số học sinh nội địa đến từ ngoài bang Massachusetts, 50% số học sinh theo học nhận hỗ trợ tài chính, và 13.5% trong số đó nhận trợ cấp của chính phủ Mỹ (Pell Grant). 34% số học sinh là người Do Thái. Trường có tỉ lệ du học sinh lớn thứ 8 so với bất kỳ trường đại học nào tại Hoa Kỳ. Các cựu học sinh và giáo viên trường bao gồm Đệ nhất phu nhân Hoa Kỳ Eleanor Roosevelt, học giả nhận giải Nobel Roderick MacKinnon, Jeffrey C. Hall và Michael Rosbash, cũng như học giả nhận huy chương Fields Edward Witten, cùng nhiều nguyên thủ quốc gia, thượng nghị sĩ, thống đốc, nhà ngoại giao, cũng như nhiều chủ nhân của các giải Nobel, giải Pulitzer, giải Oscar, giải Emmy, và MacArthur Fellowship.
1. ↑  Brandeis University (2022). "Overview". Truy cập ngày 17 tháng 9 năm 2022.
2. ↑  American Council on Education (2022). "ipug2005_ids"%3A""%2C"ipgrad2005_ids"%3A""%2C"enrprofile2005_ids"%3A""%2C"ugprfile2005_ids"%3A""%2C"sizeset2005_ids"%3A""%2C"basic2005_ids"%3A""%2C"eng2005_ids"%3A""%2C"search_string"%3A"brandeis"%2C"level"%3A""%2C"control"%3A""%2C"accred"%3A""%2C"state"%3A""%2C"region"%3A""%2C"urbanicity"%3A""%2C"womens"%3A""%2C"hbcu"%3A""%2C"hsi"%3A""%2C"tribal"%3A""%2C"msi"%3A""%2C"landgrant"%3A""%2C"coplac"%3A""%2C"urban"%3A""%2C"community"%3A""%7D "Brandeis University". The Carnegie Classification of Institutions of Higher Education ®. Truy cập ngày 17 tháng 9 năm 2022.
3. ↑  The Boston Consortium. "What is The Boston Consortium?". The Boston Consortium for Higher Education. Lưu trữ bản gốc ngày 14 tháng 4 năm 2010. Truy cập ngày 17 tháng 9 năm 2022.
4. ↑  Heller, Donald E. "Pell Grant Recipients in Selective Colleges and Universities" (PDF). The Century Foundation. Bản gốc (PDF) lưu trữ ngày 12 tháng 11 năm 2020. Truy cập ngày 17 tháng 9 năm 2022.
5. ↑  Brandeis University (2022). "Schools and Enrollment". Truy cập ngày 17 tháng 9 năm 2022.
6. ↑  Belasco, Andrew (ngày 2 tháng 9 năm 2022). "Best Colleges for Jewish Students". College Transitions. Truy cập ngày 17 tháng 9 năm 2022.
7. ↑  Nobel Prize Outreach AB (ngày 2 tháng 10 năm 2017). "Press release". The Nobel Prize. Truy cập ngày 17 tháng 9 năm 2022.
8. ↑  Brandeis University (2022). "Notable Alumni". Truy cập ngày 17 tháng 9 năm 2022.